# Bageswori Chokade
Bageswori Chokade – gaun wikas samiti w środkowej części Nepalu w strefie Bagmati w dystrykcie Nuwakot. Według nepalskiego spisu powszechnego z 2001 roku liczył on 1015 gospodarstw domowych i 5444 mieszkańców (2759 kobiet i 2685 mężczyzn).